# NGC 1232
NGC 1232 (другие обозначения — ESO 547-14, MCG -4-8-32, Arp 41, PGC 11819) — спиральная галактика с перемычкой (SBc) в созвездии Эридан.
Этот объект входит в число перечисленных в оригинальной редакции «Нового общего каталога», а также включён в атлас пекулярных галактик.
В NGC 1232 обнаружено 976 областей H II. Их размеры следуют экспоненциальному закону. Интересно также то, что NGC 1232 ранее пережила столкновение с карликовой галактикой. Вокруг имеющейся в NGC 1232 области интенсивного рентгеновского излучения звёздообразование отсутствует, что может быть объяснено его «тушением» из-за столкновения.
Относится к так называемым «галактикам с вереницами» (длинными прямыми изолированными отрезками спиральных рукавов), которые выделил Б. А. Воронцов-Вельяминов. Почти каждый спиральный рукав в этой многорукавной галактике имеет изломы и прямые отрезки. Наиболее длинная из «верениц» довольно размыта, но содержит внутри очень узкую яркую цепочку, сформированную областями H II. 